# Stade sportif sfaxien
 (août 2024).
Si vous disposez d'ouvrages ou d'articles de référence ou si vous connaissez des sites web de qualité traitant du thème abordé ici, merci de compléter l'article en donnant les références utiles à sa vérifiabilité et en les liant à la section « Notes et références ».
Le Stade sportif sfaxien (arabe : الملعب الرياضي الصفاقسي), plus couramment abrégé en SS Sfax, est un club tunisien de football fondé en 1958 et basé dans la ville de Sfax.
Le SSS (appelé parfois le « 3S »), surnommé le SIAPE (qui provient du nom de son sponsor : la Société industrielle d'acide phosphorique et d'engrais rattachée au Groupe chimique tunisien), passe sept saisons en Ligue I (niveau professionnel) et évolue depuis en Ligue III.

## Histoire
C'est en 1958-1959 que la SIAPE crée un club de football sous le nom de SIAPE association sportive (SAS). Pour sa première saison, le club parvient jusqu'aux seizièmes de finale de la coupe de Tunisie, où il perd contre l'Association sportive de Djerba (1-4). Il ne s'engage pas l'année suivante puis revient en 1960-1961 sous le nom d'Union sportive des ouvriers de l'oued Maou (USOOM). Grâce à un groupe de jeunes joueurs, dont le buteur Mohamed Sahnoun et d'anciens du Club sportif sfaxien, il remporte le championnat de troisième division Sud. Deux ans plus tard, il prend son appellation actuelle et commence à jouer les premiers rôles, accédant cinq fois en division nationale (Ligue I). Mais, comme plusieurs autres clubs, il ne réussit pas à faire face aux exigences du professionnalisme introduit dans les années 1990 et rétrograde en divisions inférieures pour deux ans en 1992, puis de nouveau en 2003, sans arriver cette fois à retrouver la Ligue II.
En 2007-2008, le SSS est éliminé de la coupe par le Club sportif de Hammam Lif, en huitièmes de finale disputées à Hammam Lif (3-1). À l'issue de la saison 2008-2009, il termine en dernière position de sa division et rétrograde en division d'honneur, risquant même de disparaître ou de voir sa section de seniors dissoute. En 2009-2010, il perd contre le Club africain (0-5) au stade olympique d'El Menzah, dans le cadre des huitièmes de finale de la coupe, mais domine largement le championnat d'honneur (poule Centre), ce qui lui permet de retrouver la Ligue III. Puis, à nouveau, à l'issue de la saison 2012-2013, grâce à une brillante performance, il réussit à revenir en Ligue II. Durant la saison 2014-2015, le SSS prend la neuvième place du classement final de la poule A et un match de barrage contre le neuvième de la poule B, l'Avenir sportif d'Oued Ellil, est nécessaire : le SSS le remporte sur un score de 5-0 à Monastir.

## Palmarès et bilan

### Palmarès
- Championnat de Tunisie de deuxième division (poule Sud, 5) :
  - Champion : 1963-64, 1970-71, 1972-73, 1976-77 et 1982-83.
- Championnat de Tunisie de troisième division (2) : 
  - Vainqueur : 2004-05 et 2012-13.
- Championnat de Tunisie de quatrième division (poule Centre-Est, 1) :
  - Vainqueur : 2009-10.

### Parcours
| Saison    | Niveau                             | Entraîneur                                           | Classement                                            | Meilleur buteur                                               |
| --------- | ---------------------------------- | ---------------------------------------------------- | ----------------------------------------------------- | ------------------------------------------------------------- |
| 1960-1961 | Division 3 Sud                     |                                                      | Champion                                              | Mohamed Sahnoun (23)                                          |
| 1961-1962 | Division 2 Centre-Sud              |                                                      | 10e                                                   | Mohamed Sahnoun (16)                                          |
| 1962-1963 | Division 2 Centre-Sud              | Mohamed Najjar                                       | 2e                                                    | Mohamed Sahnoun (30)                                          |
| 1963-1964 | Division 2 Centre-Sud              | Jules Mathé                                          | Champion (perd aux barrages d'accession)              | Mohamed Sahnoun (34)                                          |
| 1964-1965 | Division 2 Centre-Sud              | Skander Medelgi                                      | 2e                                                    | Mohamed Sahnoun (26)                                          |
| 1965-1966 | Division 2 Ligue II                | Skander Medelgi                                      | 3e                                                    | Mohamed Sahnoun (27)                                          |
| 1966-1967 | Division 2 Ligue II                | Jules Mathé                                          | 4e                                                    | Mohamed Sahnoun (11)                                          |
| 1967-1968 | Division 2 Ligue II                | Mohamed Najjar                                       | 2e, monte en Ligue I                                  | Mohamed Sahnoun (17)                                          |
| 1968-1969 | Division nationale Ligue I         | Mohamed Najjar                                       | 13e, rétrograde                                       | Mohamed Sahnoun (12)                                          |
| 1969-1970 | Division 2 Ligue II                | Mohamed Najjar                                       | 5e                                                    | Mohamed Sahnoun (9)                                           |
| 1970-1971 | Division 2 Centre-Sud              | Skander Medelgi                                      | Champion, monte en Ligue I                            | Mohamed Sahnoun (20)                                          |
| 1971-1972 | Division nationale Ligue I         | Mongi Dalhoum                                        | 14e, rétrograde                                       | Mohamed Sahnoun (10)                                          |
| 1972-1973 | Division 2 Centre-Sud              | Mongi Dalhoum                                        | Champion, monte en Ligue I                            | Mohamed Sahnoun et Hafedh Khoufi (12)                         |
| 1973-1974 | Division nationale Ligue I         | Mongi Dalhoum                                        | 14e, rétrograde                                       | Mohamed Sahnoun (8)                                           |
| 1974-1975 | Division 2 Centre-Sud              | Rachid Daoud                                         | 4e                                                    | Hafedh Khoufi (7)                                             |
| 1975-1976 | Division 2 Centre-Sud              | Rachid Daoud                                         | 2e                                                    | Hafedh Khoufi (19)                                            |
| 1976-1977 | Division 2 Centre-Sud              | Rachid Daoud                                         | Champion, monte en Ligue I                            | Hafedh Khoufi (11)                                            |
| 1977-1978 | Division nationale Ligue I         | Alexander Gzedanovic                                 | 11e                                                   | Samir Haddar (8)                                              |
| 1978-1979 | Division nationale Ligue I         | Milor Popov puis Habib Jerbi                         | 14e, rétrograde                                       | Lotfi Sanhaji (6)                                             |
| 1979-1980 | Division 2 Centre-Sud              | Rachid Daoud                                         | 2e                                                    | Lotfi Sanhaji (15)                                            |
| 1980-1981 | Division 2 Centre-Sud              | Mohamed El Gaïed (alais Matmati)                     | 8e                                                    | Samir Haddar et Habib Jelassi (3)                             |
| 1981-1982 | Division 2 Centre-Sud              | Carlos Gomez puis Hammami[Qui ?] et Hamadi Bousarsar | 6e                                                    | Mounir Jemal, Nizar Jebal et Azaïez Trabelsi (6)              |
| 1982-1983 | Division 2 Sud                     | Rachid Daoud                                         | Champion, monte en Ligue I                            | Azaïez Trabelsi (8)                                           |
| 1983-1984 | Division nationale Ligue I         | Mongi Dalhoum                                        | 10e                                                   | Mounir Jemal (8)                                              |
| 1984-1985 | Division nationale Ligue I         | Mongi Dalhoum puis Hamadi Bousarsar                  | 13e, rétrograde                                       | Lazhar Trabelsi (7)                                           |
| 1985-1986 | Division d'honneur Ligue II        | Moncef Melliti                                       | 5e                                                    | Lazhar Trabelsi (7)                                           |
| 1986-1987 | Division d'honneur Ligue II        | Habib Trabelsi, Rachid Daoud puis Mohamed Ben Saïda  | 5e                                                    | Lazhar Trabelsi (10)                                          |
| 1987-1988 | Division d'honneur Ligue II        | Ahmed Ouannès                                        | 10e                                                   | Mounir Jemal et Lazhar Trabelsi (6)                           |
| 1988-1989 | Division d'honneur Ligue II        | Rudolf Kapera puis Béchir Ben Ameur                  | 11e                                                   | Lazhar Trabelsi (5)                                           |
| 1989-1990 | Division d'honneur Ligue II        | Béchir Ben Ameur puis Hayjeski[Qui ?]                | 8e                                                    | Mounir Jemal (7)                                              |
| 1990-1991 | Division d'honneur Ligue II        | Hamadi Bousarsar puis Ridha Lounis                   | 7e                                                    | Adel Guesmi (13)                                              |
| 1991-1992 | Division d'honneur Ligue II        | Ridha Lounis                                         | 13e, rétrograde en division 1 Centre-Sud Ligue III    | Adel Kamoun (7)                                               |
| 1992-1993 | Division 1 Centre-Sud Ligue III    | Ahmed Fersi, Rachid Daoud puis Tahar Rehibi          | 5e                                                    |                                                               |
| 1993-1994 | Division 1 Centre-Sud Ligue III    | Nizar Jebal, Abdelkrim Gabsi puis Mohamed Yousfi     | Champion, monte en division d'honneur Ligue II        |                                                               |
| 1994-1995 | Division d'honneur Ligue II        | Néji Jerad                                           | 7e                                                    | Mounir Jemal et Saber Bousarsar (6)                           |
| 1995-1996 | Division d'honneur Sud Ligue II    | Néji Jerad                                           | 7e                                                    | Mounir Jemal et Saber Bousarsar (6)                           |
| 1996-1997 | Division d'Honneur Sud Ligue II    | Moncef Ben Hassen puis Hamadi Bousarsar              | 10e                                                   | Mounir Jemal (9)                                              |
| 1997-1998 | Division d'honneur Sud Ligue II    | Riadh Charfi puis Mounir Jomni                       | 12e                                                   | Mounir Jemal (7)                                              |
| 1998-1999 | Division d'honneur Sud Ligue II    | Ahmed Fersi puis Hafedh Khoufi                       | 6e                                                    | Saber Bousarsar (7)                                           |
| 1999-2000 | Nationale C Ligue III              | Hafedh Khoufi                                        | 9e                                                    |                                                               |
| 2000-2001 | Nationale C Ligue III              | Ahmed Fersi                                          | 5e                                                    |                                                               |
| 2001-2002 | Nationale C Sud Ligue III          | Nizar Jebal                                          | 4e                                                    |                                                               |
| 2002-2003 | Nationale C Sud Ligue III          | Hafedh Khoufi puis Ridha Lounis puis Néjib Rehibi    | 6e                                                    |                                                               |
| 2003-2004 | Nationale C Sud Ligue III          | Néjib Rehibi                                         | 3e                                                    |                                                               |
| 2004-2005 | Nationale C Sud Ligue III          | Hafedh Khoufi                                        | Champion, monte en Ligue II                           |                                                               |
| 2005-2006 | Ligue II                           | Hafedh Khoufi                                        | 13e, rétrograde en Nationale C Ligue III              | Kaïs Bouriga (5)                                              |
| 2006-2007 | Nationale C Ligue III              | Ali Mejahed                                          | 6e                                                    |                                                               |
| 2007-2008 | Nationale C Ligue III              | Ali Mejahed                                          | 13e                                                   |                                                               |
| 2008-2009 | Nationale C Sud Ligue III          | Hafedh Ben Romdhan, Ridha Lounis puis Mongi Dalhoum  | 12e, rétrograde en division d'honneur Centre Ligue IV |                                                               |
| 2009-2010 | Division d'honneur Centre Ligue IV | Néji Jerad                                           | Champion, monte en Nationale C Ligue III              |                                                               |
| 2010-2011 | Ligue III                          | Néji Jerad                                           | 8e                                                    |                                                               |
| 2011-2012 | Ligue III Sud                      | Mounir Hriz puis Ridha Lounis puis Fakher Trigui     | 8e                                                    |                                                               |
| 2012-2013 | Ligue III Sud                      | Néji Jerad                                           | Champion, monte en Ligue II                           | Kaïs Trabelsi (15 buts), Imed Jabeur (13 buts)                |
| 2013-2014 | Ligue II                           | Néji Jerad                                           | 5e en classement du play-off                          | Imed Jabeur (11), Kaïs Trabelsi et Fakhreddine Ghribi (4)     |
| 2014-2015 | Ligue II                           | Néji Jerad, Hamadi Bousarsar puis Fakher Trigui      | 9e de la poule A (18e de la Ligue II)                 | Kaïs Trabelsi (9), Imed Jabeur (5)                            |
| 2015-2016 | Ligue II                           | Nabil Kammoun et Wassim Ezzeddine puis Fakher Trigui | 6e de la poule A (11e de la Ligue II)                 | Kaïs Trabelsi (9), Mohamed Ahmed Dhifallah, Sahbi Ghorbal (4) |
| 2016-2017 | Ligue II                           | Karim Dalhoum                                        | 4e de la poule B                                      | Kaïs Trabelsi et Miloud Bazine (4)                            |
| 2017-2018 | Ligue II                           | Anis Abdelkader Boujelbane puis Mourad Sebai         | 7e de la poule B                                      |                                                               |

## Effectif

### Anciens joueurs
- Yassine Bouchaâla
- Moncef Gueriche
- Mohamed Sahnoun
- Nader Werda
- Miloud Bezine

### Meilleurs buteurs
Le club a longtemps formé de grands buteurs à l'instar de Mohamed Sahnoun, Hafedh Khoufi, Mounir Jemal (passé au Club sportif sfaxien), Lotfi Sanhaji (engagé par le Club africain), Samir Haddar ou Lazhar Trabelsi. Mais c'est Sahnoun qui demeure un buteur exceptionnel : il a marqué 258 buts en championnat au cours de sa carrière sportive.

## Infrastructures
Le Stade sportif sfaxien joue habituellement au stade du 2-Mars de Sfax mais joue actuellement au stade de la cité El Habib. Les grands matchs se disputent au stade Taïeb-Mehiri de Sfax.